# Acido nitrilotriacetico
L'acido nitrilotriacetico, noto anche con la sigla di NTA, è un composto chimico organico avente formula C6H9NO6. Esso è un solido cristallino bianco ampiamente usato anche industrialmente come agente chelante, perché in grado di formare composti di coordinazione idrosolubili con metalli ionici come il Ca2+, Cu2+ e Fe3+.
È un acido tricarbossilico, dotato di un doppietto elettronico (base di Lewis) appartenente all'azoto, che fanno dell'anione nitrilotriacetato un legante tetradentato.